# 国鉄6000形コンテナ
国鉄6000形コンテナ（こくてつ6000がたコンテナ）は日本国有鉄道が1960年（昭和35年）から1970年（昭和45年）にかけて製造した11ft）有蓋コンテナである。

## 概要
片側妻扉のみの一方開きで、外法寸法は、高さ2,359mm、幅2,366mm、長さ3,282mm、荷重5t、容積14.2m3、自重1.0 t。コンテナ列車の増発にあわせ、5000形の増備として、1960年（昭和35年）から1970年（昭和45年）にかけて5,180個が製造された。製造は東急車輛製造と富士重工業の2社で行なわれた。塗装は登場当時淡緑3号だったが、退色と汚れに弱いため、1964年（昭和39年）以降は黄緑6号（山手線色）に変更した。

## 現状
1971年（昭和46年）度以降、C20形やC21形の登場により、1984年（昭和59年）度に消滅した。
埼玉県さいたま市の鉄道博物館で16127が国鉄コキ50000形貨車とともに保存されている。